# Ouragan Maria
Pour les articles homonymes, voir Cyclone tropical Maria.
L’ouragan Maria est le quatorzième cyclone tropical, le septième ouragan dont le quatrième ouragan majeur de la saison cyclonique 2017 dans l'océan Atlantique nord et le deuxième ouragan de catégorie 5 après l'ouragan Irma survenu une semaine auparavant. Formé à partir d'une onde tropicale ayant traversé l'Atlantique tropical depuis l'Afrique de l'ouest, il a pris beaucoup de temps à devenir une dépression tropicale mais s'est intensifié ensuite rapidement près des Petites Antilles qu'il a traversé à la catégorie 5.
Maria fait partie des catastrophes environnementales de l'été 2017. Il s'agit du plus puissant ouragan à frapper Porto Rico depuis celui de San Felipe Segundo de 1928. Ses vents soutenus ont atteint à son apogée 280 km/h et sa pression centrale était inférieure à 908 hPa, faisant de Maria le dixième plus intense des cyclones de l'Atlantique depuis la création d'archives fiables.
Il est responsable de dommages estimés à plus de 90 milliards $US et d'une dévastation totale de la Dominique, des îles Vierges des États-Unis et surtout de Porto Rico. Un bilan officiel au 28 août 2018 indique que Maria aurait fait au total 3 059 morts, dont 2 975 à Porto Rico.
Le 12 avril 2018, l'Organisation météorologique mondiale retire le nom Maria de la liste officielle des cyclones. Il sera remplacé par Margot en 2023.

## Évolution météorologique

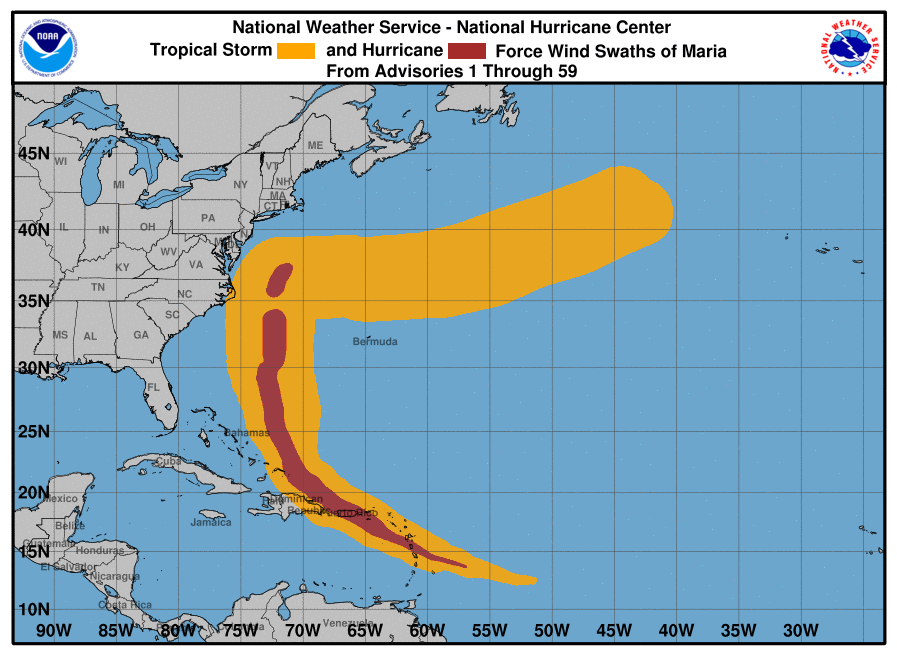
Corridor de vents de force de tempête tropicale (orange) et d'ouragan (rouge) le long de la trajectoire de Maria.

Le 13 septembre, le National Hurricane Center (NHC) repère une zone orageuse au sud-ouest des îles du Cap-Vert avec un faible potentiel de développement en cyclone tropical. Le système dérive vers l'ouest sans trop de changement mais entre finalement dans une zone favorable au développement le 16 septembre pour devenir la dépression tropicale Quinze à 18 h UTC et la tempête tropicale Maria à 21 h UTC à 1 000 km à l'est-sud-est des Petites Antilles.
Maria est devenue un ouragan de catégorie 1 le 17 septembre en après-midi à 225 km à l'est-nord-est de la Barbade et se dirigeant directement vers la partie nord des Petites Antilles tout en se creusant. Après un creusement rapide, à 15 heures UTC le 18 septembre, Maria devient un ouragan de catégorie 3, soit un ouragan majeur, avec des vents de 195 km/h et une pression centrale de 959 hPa. Maria est alors à seulement 95 km à l'est de la Martinique qu'elle épargne.
Maria passe à la catégorie 4 en soirée du 18 septembre selon le bulletin de 21 h UTC du NHC. Ses vents atteignent alors 215 km/h alors que l’œil de l'ouragan est à 75 km à l'est de la Dominique. Sa course ralentit lors de son passage sur l'île et l'ouragan s'intensifie grâce à une mer très chaude et des cisaillements de vents très faibles avant de frapper le sud-ouest de la Basse-Terre en Guadeloupe vers 2h du matin (heure locale) le 19 septembre.
En arrivant sur la Guadeloupe, Maria est réévalué en catégorie 5, soit aussi puissant que l'ouragan Hugo. Après un léger affaiblissement à la catégorie 4, Maria repasse en catégorie 5 vers 5 h du matin toujours au dessus de l'Archipel de La Guadeloupe en direction nord-ouest. En dépit de la formation de deux yeux concentriques, un œil externe de diamètre entre 40 et 56 km et celui interne de seulement 8 km, le centre intérieur de Maria est resté ininterrompue durant l'après-midi alors que normalement ceci indique le début d'un cycle de remplacement du mur de l'œil. L'ouragan atteignit son intensité maximale vers 3 h UTC le 20 septembre, à environ 45 km au sud de Sainte-Croix (Îles Vierges des États-Unis). Les vents soutenus atteignaient alors 280 km/h et sa pression centrale était inférieure à 908 hPa, faisant de Maria le dixième plus intense des cyclones de l'Atlantique depuis la création d'archives fiables,,.

Image infrarouge satellitaire de Maria passant sur Sainte-Croix, Vieques et touchant Porto Rico le matin du 20 septembre.

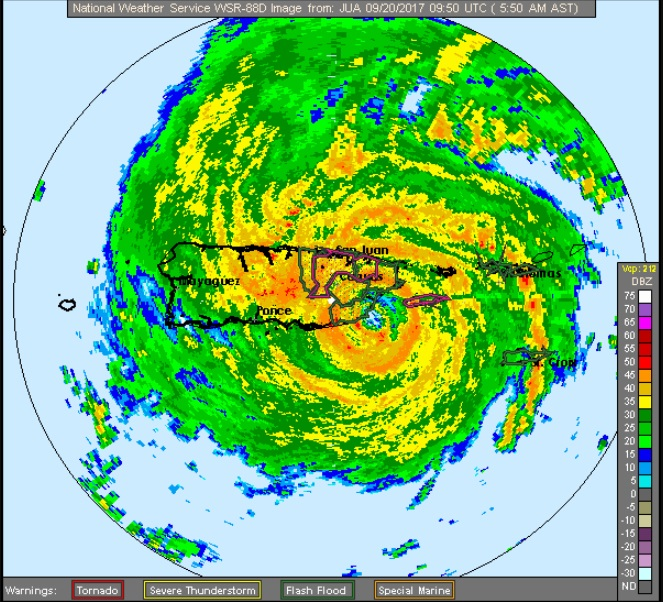
Dernière image du radar météorologique de Porto Rico à UTC avant qu'il soit détruit. L’œil de l'ouragan est bien visible.

Le centre de l'ouragan est passé à moins de 30 km de Sainte-Croix vers 5 h UTC le 20 septembre, le mur de l’œil externe frappant l'île mais celui intérieur, plus violent, restant au large des côtes. Quelques heures plus tard, vers 8 h UTC, le mur d'œil extérieur toucha l'île de Vieques au large de la côte orientale de Porto Rico. À ce moment, l'œil externe devenait dominant dans le cycle de remplacement du mur de l’œil, ce qui affaiblit Maria à la catégorie 4.
Maria toucha ensuite la côte de Porto Rico au sud de Yabucoa vers 10 h 15 UTC avec des vents soutenus de 250 km/h. Il s'agit du plus puissant ouragan à frapper ce pays depuis celui de San Felipe Segundo de 1928. Il poursuivit la traversée de toute l'île dans une trajectoire d'ouest-nord-ouest et émergea sur l'océan Atlantique peu avant 18 h UTC. L'interaction avec le terrain montagneux affaiblit considérablement Maria qui en ressortit avec des vents soutenus de 175 km/h) et une pression centrale de 957 hPa.
Grâce à des conditions environnementales favorables, Maria s'est constamment réorganisée alors qu'il s'éloignait de Porto Rico. Un grand œil de 75 km de diamètre s'est redéveloppé et tôt le 21 septembre, le système a retrouvé l'intensité de la catégorie 3. Après avoir quitté Porto Rico, Maria est passé au nord de la côte d'Hispaniola, affectant surtout la République dominicaine mais également la partie nord d'Haïti.
Le centre de l'ouragan est passé ensuite à 50 km l'est-nord-est de Grand Turk, dans les îles Turques-et-Caïques, le 22 septembre à 12 h UTC. Toujours à la catégorie 3, il donna des vents soutenus de 250 km/h, une onde de tempête de 4 mètres et des pluies diluviennes dans le secteur. Se déplaçant lentement vers le nord-ouest puis le nord, il affecta l'est des Bahamas avant de graduellement se diriger entre les Bahamas et les Bermudes tout en faiblissant. Le matin du 25 septembre, Maria est retombé à la catégorie 1 de l'échelle de Saffir-Simpson à 540 km au sud-sud-est du Cap Hatteras en Caroline du Nord grâce à des températures de la mer plus fraîches laissés par le passage de l'ouragan Jose une semaine plus tôt.
Le 26 septembre en fin d'après-midi, Maria redescend une première fois au seuil de tempête tropicale à 260 km à l'est-sud-est du Cap Hatteras. En doublant le cap le lendemain, le système redevient temporairement un ouragan de catégorie 1 mais redescend une seconde fois en tempête tropicale le 28 septembre au matin en s'éloignant vers le nord-est. Poursuivant de plus en plus rapidement dans cette direction, Maria en vient à rencontrer des eaux plus froides et un cisaillement des vents en augmentation de telle sorte que le système s'affaiblit graduellement.
Le 30 septembre à 21 h UTC, le NHC nota que la convection profonde avait disparu et que Maria avait effectué sa transition post-tropicale à 895 km à l'est-sud-est de Cap Race, Terre-Neuve. Elle est ainsi devenue une dépression frontale se dirigeant vers les îles Britanniques tout en faiblissant encore plus sur une trajectoire assez similaire à celle de Lee.

## Préparatifs

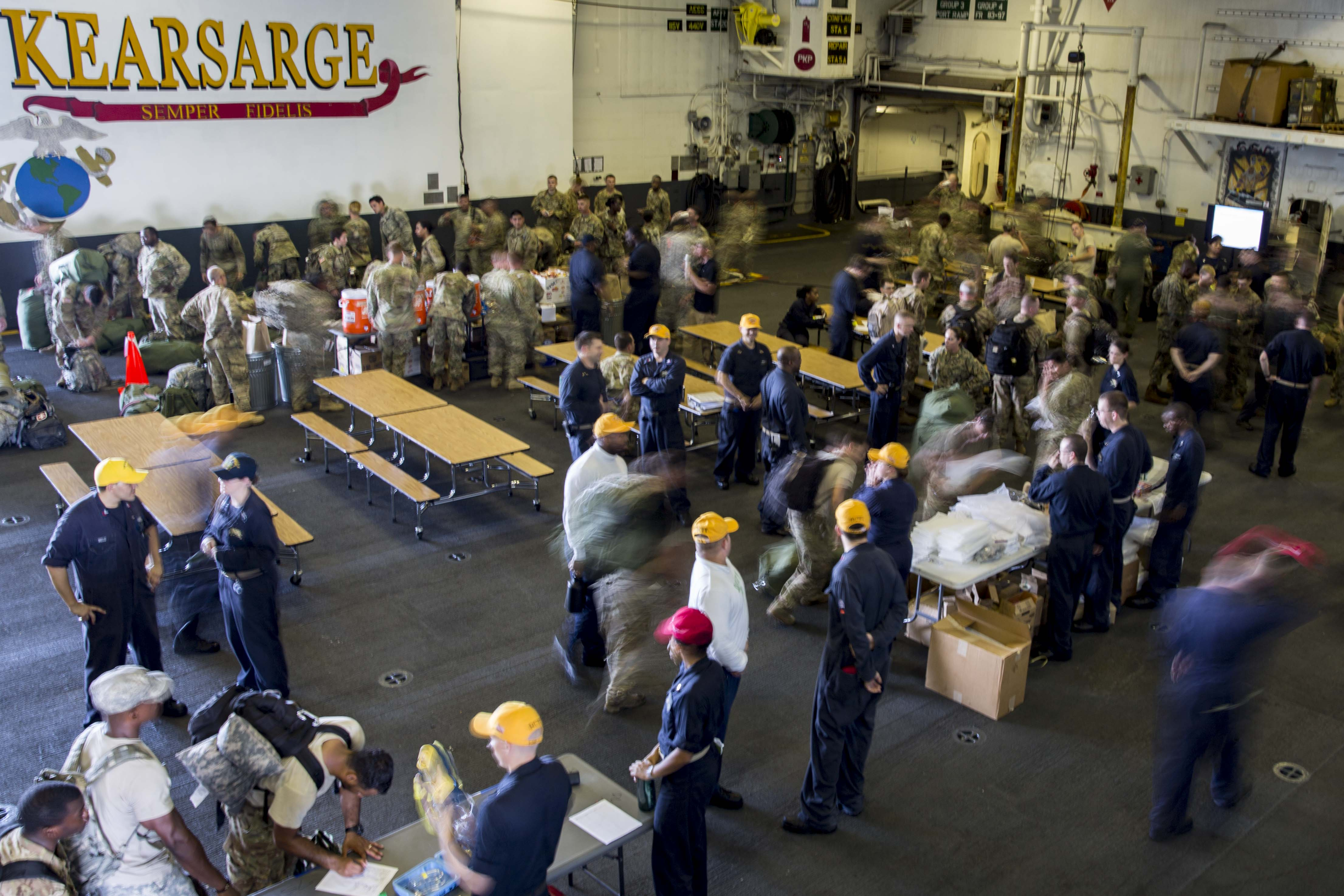
Marins de l'USS Kearsarge évacués avant l'arrivée de Maria.

Dès le 17 septembre, des alertes d'ouragans sont émises pour la Martinique, la Guadeloupe, la Dominique, Saint-Christophe-et-Niévès, et Montserrat. Des veilles de tempête tropicale ou d'ouragan sont également émises pour les autres îles du Vent à partir de Saint-Vincent-et-les-Grenadines. Le navire d'assaut amphibie USS Kearsarge, qui était venu en aide aux victimes de l'ouragan Irma, quitte Saint-Thomas aux îles Vierges des États-Unis afin de ne pas subir l'ouragan directement.
Le 18 septembre au matin, les veilles et alertes sont étendues jusqu'à Porto Rico et il est fait mention que le NHC s'attend à ce que Maria devienne un ouragan majeur. Des ordres d'évacuation furent lancés avant l'arrivée de l'ouragan, et les fonctionnaires ont annoncé que 450 abris ouvriraient dans l'après-midi. Le 19 septembre, au moins 2 000 personnes les avaient gagné. En soirée, c'est au tour de la République dominicaine d'être alertée.
Le 19, les Bahamas et les îles Turks-et-Caïcos sont alertés à leur tour. Le déplacement lent de Maria signifia que les alertes cycloniques pour les Antilles durèrent plusieurs jours. Finalement, en soirée du 23 septembre, l'ouragan s'étant éloigné des côtes des Bahamas, tous les avertissements furent annulés jusqu'à ce que Maria passe au large de la côte de la Caroline du Nord.
Alors que Maria s'approchait de cette côte le matin du 26 septembre, un avertissement de tempête a été émis pour la côte entre le grau d'Ocracoke et le Cap Hatteras, ainsi qu'une veille pour le reste de la côte. L'état d'urgence a été déclaré pour les comtés de Dare et Hyde, tandis que les visiteurs ont été invités à évacuer les Outer Banks. Le service de traversier entre les îles de la région fut suspendu du 25 septembre au 27 septembre en raison de la mer agitée,. Le port de Morehead City fut fermé par la Garde côtière des États-Unis le matin du 26 septembre. Les cours dans les écoles des comtés touchés furent suspendus les 26 et 27 septembre,.

## Bilan
| Région                             | Morts directs    | Blessés | Dommages ($US 2017) | Réf.   |
| ---------------------------------- | ---------------- | ------- | ------------------- | ------ |
| Dominique                          | 65               | +100    | >1 milliard         | ,      |
| Martinique                         | 0                | 4       |                     | [ 32 ] |
| Guadeloupe                         | 4                | 2       | 120 millions        | ,      |
| Porto Rico                         | 2 975 (officiel) |         | 51 à 90 milliards   | ,      |
| Haïti                              | 1 (2 indirects)  |         |                     | [ 41 ] |
| République dominicaine             | 5                |         |                     | [ 42 ] |
| Îles Vierges des États-Unis        | 2 (1 indirect)   |         |                     | ,      |
| Saint-Christophe-et-Niévès         | 0                |         | 13 millions         | [ 45 ] |
| États-Unis (Floride et New Jersey) | 4                |         |                     | ,      |
| Total                              | 3 059 (officiel) | > 100   | 51 à 91 milliards   |        |

## Impacts

### Petites Antilles

#### Barbades et Sainte-Lucie
Les bandes de pluie externes de Maria ont causé de fortes pluies et rafales sur la partie sud des îles du Vent  Les aéroports Hewanorra et George F. L. Charles de Sainte-Lucie ont enregistré respectivement 110 et 80 mm de pluie, des quantités supérieures sont tombées ailleurs sur l'île. Des éboulis, des glissements de terrain et des arbres déracinés ont causé des dégâts mineurs et bloqué certaines routes. Plusieurs districts ont subi des pannes électriques localisées à la suite de bris des lignes. Le secteur agricole, en particulier celui de la banane, a subi des pertes à cause des vents.
Des pluies abondantes, laissant de 75 à 125 mm d'accumulation, ont causé des inondations localisées à la Barbade. La mer démontée par  Maria a inondé les promenades côtières à Bridgetown et endommagé des bateaux que les opérateurs n'avaient pu amarrer. Les vents violents ont causé une panne électrique généralisée et abattu un cocotier sur une résidence à Saint Joseph,.

#### Dominique

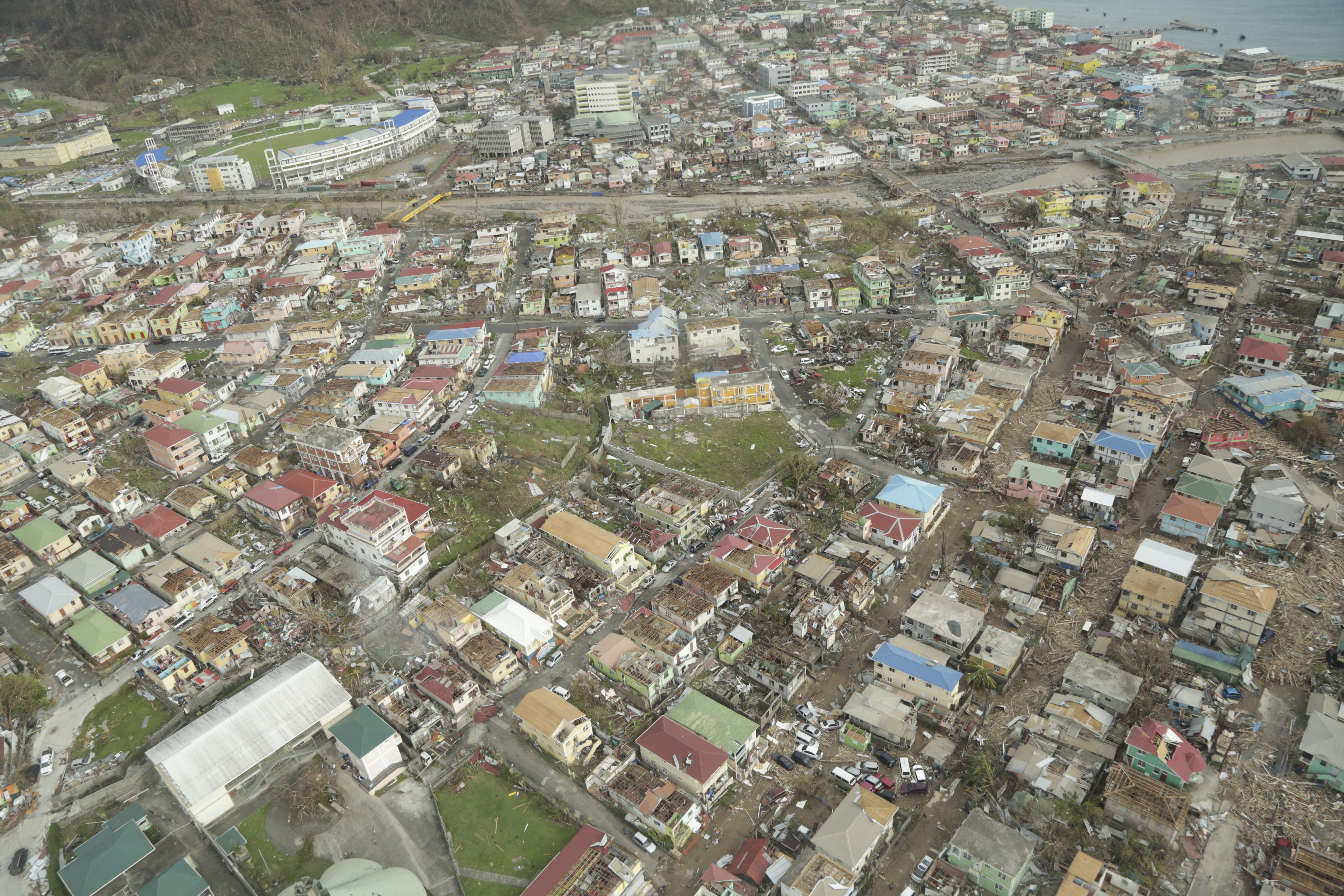
Roseau, la capitale après Maria.

Les pluies causèrent plusieurs glissements de terrain en Dominique dès l'après-midi du 18 septembre. À 21h35 local (1 h 35 UTC le 19 septembre), l’œil de Maria est passé directement sur l'île et des vents extrêmes de 260 km/h soufflèrent au loin les toits de nombreuses maisons, y compris la résidence officielle du Premier ministre Roosevelt Skerrit. Ce dernier a dû être rescapé lorsque sa maison fut inondée.

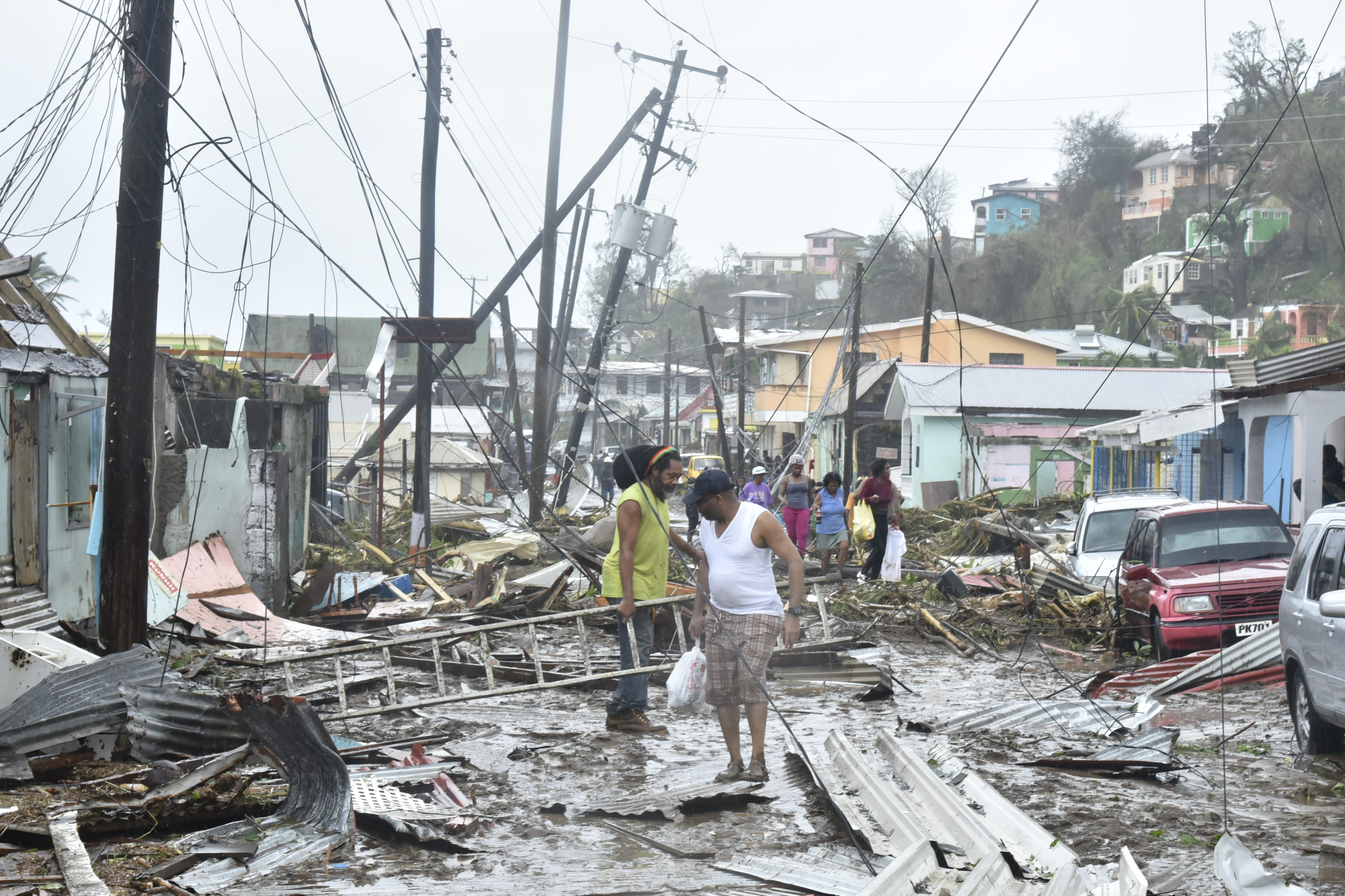
Vue d'une rue de Roseau jonchée de débris.

Les premiers rapports de Roseau indiquèrent une « dévastation totale », avec la moitié du village inondé, les voitures parties avec la crue et la zone résidentielle « aplatie »,. Les services de téléphonie cellulaire, radio ou Internet furent interrompus. Les premières images aériennes de la Dominique ont montré que Maria a laissé le pays montagneux couvert d'un champ de débris avec rangées sur rangées de maisons rendues inhabitables par les inondations et les glissements de terrain, ainsi que les toits et murs soufflés,.
L'ouragan a également infligé des dégâts considérables aux routes et aux bâtiments publics, tels que les écoles, les magasins et les églises; il a affecté tous les 73 000 résidents du pays sous une forme ou une autre,. Les tours de contrôle aérien et les bâtiments des aéroports de Canefield et Douglas Charles furent gravement endommagés, bien que les pistes soient restées relativement intactes et ouvertes aux débarquements d'urgence. La catastrophe a touché les 53 établissements de santé de l'île, y compris l'hôpital principal, le Princess Margaret, gravement endommagé, compromettant la sécurité de nombreux patients,.
Selon une mise à jour préliminaire de l'Agence de gestion des situations d'urgence en cas de catastrophe des Caraïbes (CDEMA) du 19 septembre, on comptait 6 morts sur La Dominique. Le 22 septembre, le décompte des morts s'élevait à 15. Au 4 octobre, le bilan se montait à 27 décès, puis fut rehaussé à 57 le 16 du même mois.

#### Antilles françaises

##### Martinique
Passant à 50 km au nord de la Martinique, Maria y a provoqué des pluies torrentielles et de fortes rafales, on releva jusqu’à 130 km/h pour la station de la Caravelle, heureusement l'île échappa aux vents les plus forts qui s'étendaient à 35 km du centre de l'œil,. La commune du Marigot  a enregistré 170 mm de pluie sur une période de 24 heures. Le 19 septembre, 70 000 foyers, soit environ 40 % de la population, était sans électricité. La distribution d'eau potable était coupée pour 50 000 clients, en particulier dans les communes du Morne-Rouge et du Gros-Morne,.
De nombreuses routes et rues, en particulier le long de la côte nord, étaient impraticables à cause des éboulis, des arbres tombés et des poteaux électriques renversés, Les rues de Fort-de-France furent inondées. Dans la commune balnéaire du Carbet, l'océan a poussé d'énorme roches sur le rivage et démoli certaines structures côtières,. Des bateaux se sont échoués dans la baie de la commune de Schœlcher. Le secteur agricole de la Martinique a subi des pertes considérables : environ 70 % des cultures de bananes ont subi des dégâts de vent, presque tous les arbres furent abattus le long de la côte nord. Aucun décès ne fut signalé sur l'île, bien que quatre personnes furent blessées, dont deux sérieusement.

##### Guadeloupe

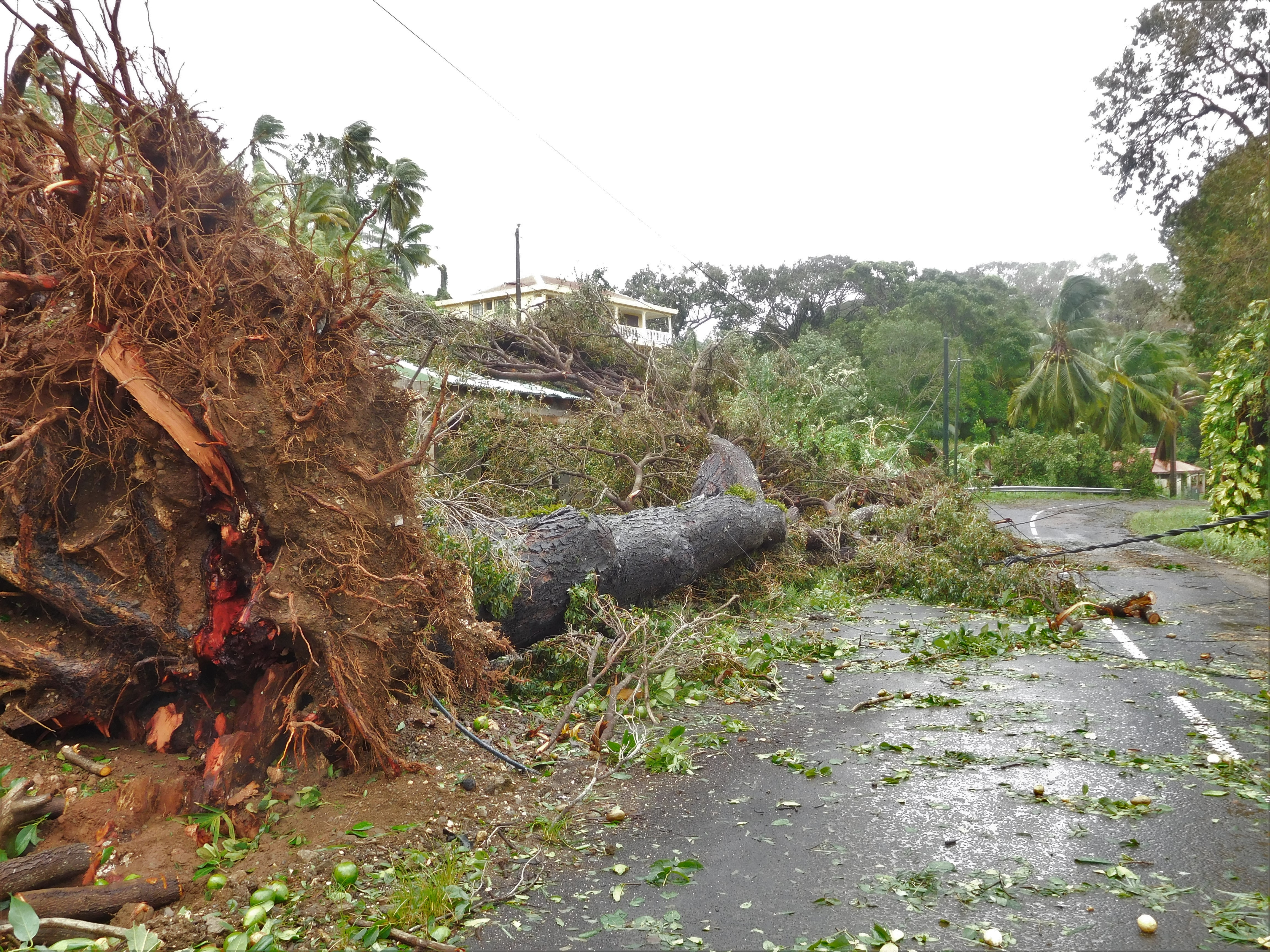
Arbres cassés à la Guadeloupe et tombés sur la route

À la Guadeloupe, les plus forts vents de Maria soufflèrent sur le sud de l'archipel durant des heures du 18 au 19 septembre. Les vents soutenus les plus forts furent signalés le long de la côte sud de l'île de Basse-Terre à Gourbeyre (162 km/h) et Baillif (148 km/h). L'ouragan a donné également des vagues de 6 mètres. La combinaison de l'onde de tempête et de vents violents fut responsable de dommages structurels et d'inondations dans tout l'archipel, en particulier de Pointe-à-Pitre, le long de la côte sud-ouest de l'île Grand-Terre, jusqu'à Petit-Bourg et la côte sud de l'île de Basse-Terre. Les pluies furent également importantes car en 24 heures, l'ouragan laissa l'équivalent de près d'un mois de précipitations à certains endroits. Les quantités enregistrées furent de 191 mm à Pointe-à-Pitre, de 163 mm dans l'unité urbaine de Basse-Terre et jusqu'à 459 mm à Matouba dans la localité montagneuse de Saint-Claude,.
Dans tout l'archipel, l'ouragan a laissé 40 % de la population (80 000 foyers) sans électricité et coupé 25 % des lignes. Le vent causa de lourds dégâts aux structures et à la nature sur les îles de Marie-Galante, La Désirade, et surtout l'archipel des Saintes. Elles furent isolées du reste de l'archipel durant plusieurs jours,. Les maisons à Terre-de-Haut furent inondés ou ont perdu leurs toits et furent inondées, comme certaines à Marie-Galante. Le littoral de Grand-Bourg à Capesterre sur Marie-Galante fut pratiquement détruit. On estime que 80 % des littoraux guadeloupéens ont été endommagées ou détruits par l’ouragan Maria.
Sur l'île principale de la Guadeloupe, des sections de Pointe-à-Pitre se retrouvèrent sous plus d'un mètre d'eau et l'hôpital de la ville subit des dégâts considérables. La région de Basse-Terre a subi de graves dommages et près de 100 % de ses cultures de bananes, une superficie totale de plus de 2 000 hectares, furent complètement anéanties selon les agriculteurs. Au-delà de leur impact sur les terres agricoles, les vents forts ravagèrent une grande partie de la végétation de l'île : les arbres et les branches tombés couvraient pratiquement toutes les routes et furent responsables d'une mort. Une autre personne fut tuée après avoir été entraînée en mer. Deux personnes sont disparues en mer après que leur navire ait chaviré au large de La Désirade, à l'est de la Grande-Terre, seront déclarées mortes par la préfecture le 5 décembre 2017. Les dommages causés par Maria dans l'archipel de la Guadeloupe s'élevèrent à au moins 100 millions d'euros (120 millions de dollars US).

#### Îles Vierges des États-Unis

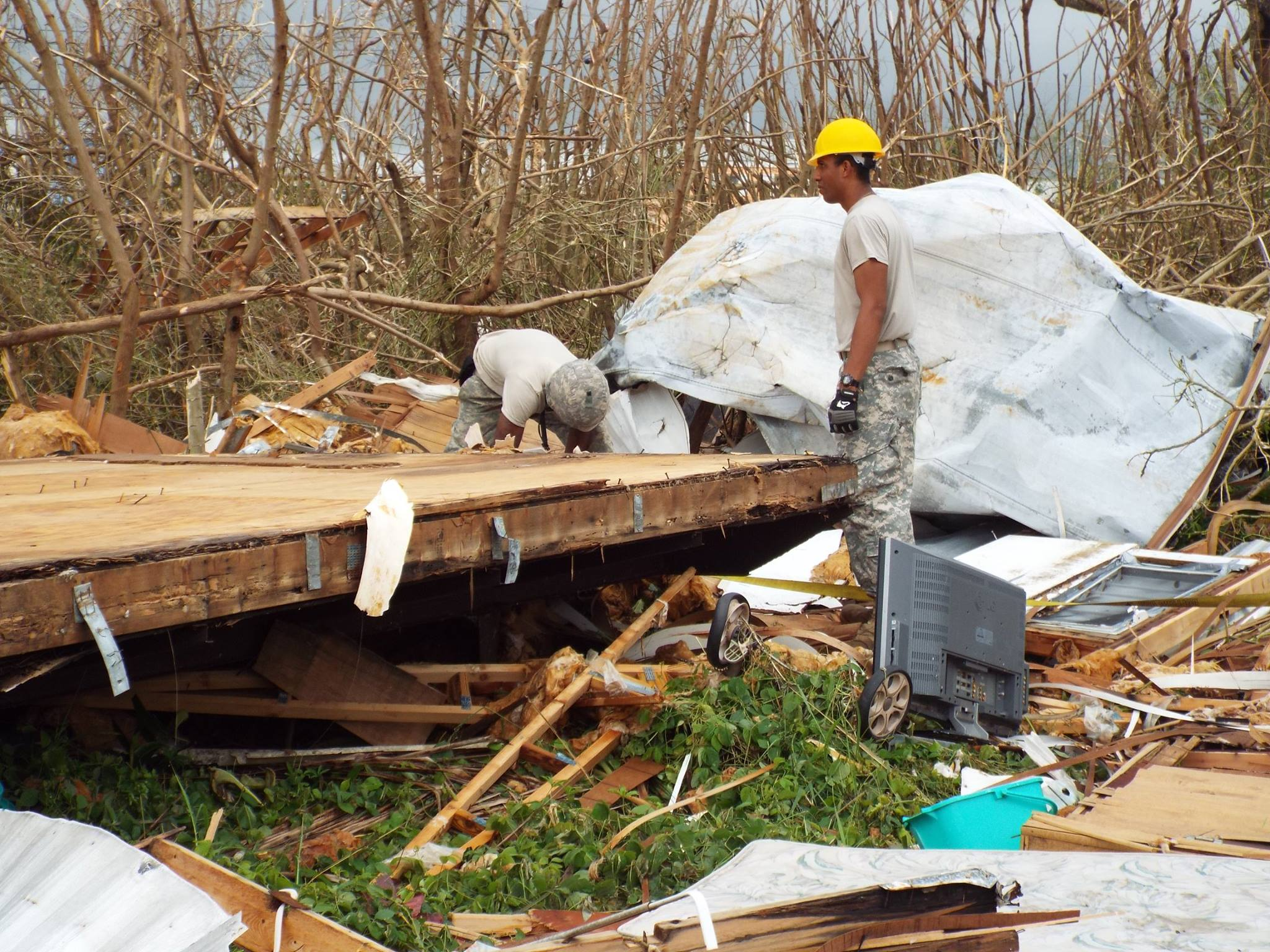
Gardes nationaux le lendemain du passage de Maria.

Les îles Vierges des États-Unis se relevaient à peine du passage de l'ouragan Irma deux semaines plus tôt, que Maria les a frappées. Le mur de l'œil externe de Maria a traversé l'île de Sainte-Croix alors que l'ouragan était de catégorie 5. L'ouragan a détruit ou endommagé ce qu’Irma avait laissé sur pied à travers ces îles. En effet, Irma avait particulièrement touché les îles de Saint John et Saint-Thomas, épargnant Sainte-Croix mais pas Maria.
Les vents soutenus au refuge national de Sandy Point ont atteint 159 à 167 km/h avec des rafales à 220 km/h). L'hôpital Luis a subi des dégâts et des inondations mais est resté opérationnel. Une personne est morte d'une crise cardiaque durant la tempête. La plupart des maisons ont perdu leur toit, et nombreuses sont celles détruites, par l'un ou l'autre des ouragans. Sainte-Croix, qui avait gardé 90 % de son réseau électrique intact avec Irma, alors que les autres îles le perdaient complètement, le perdit cette fois.

### Porto Rico

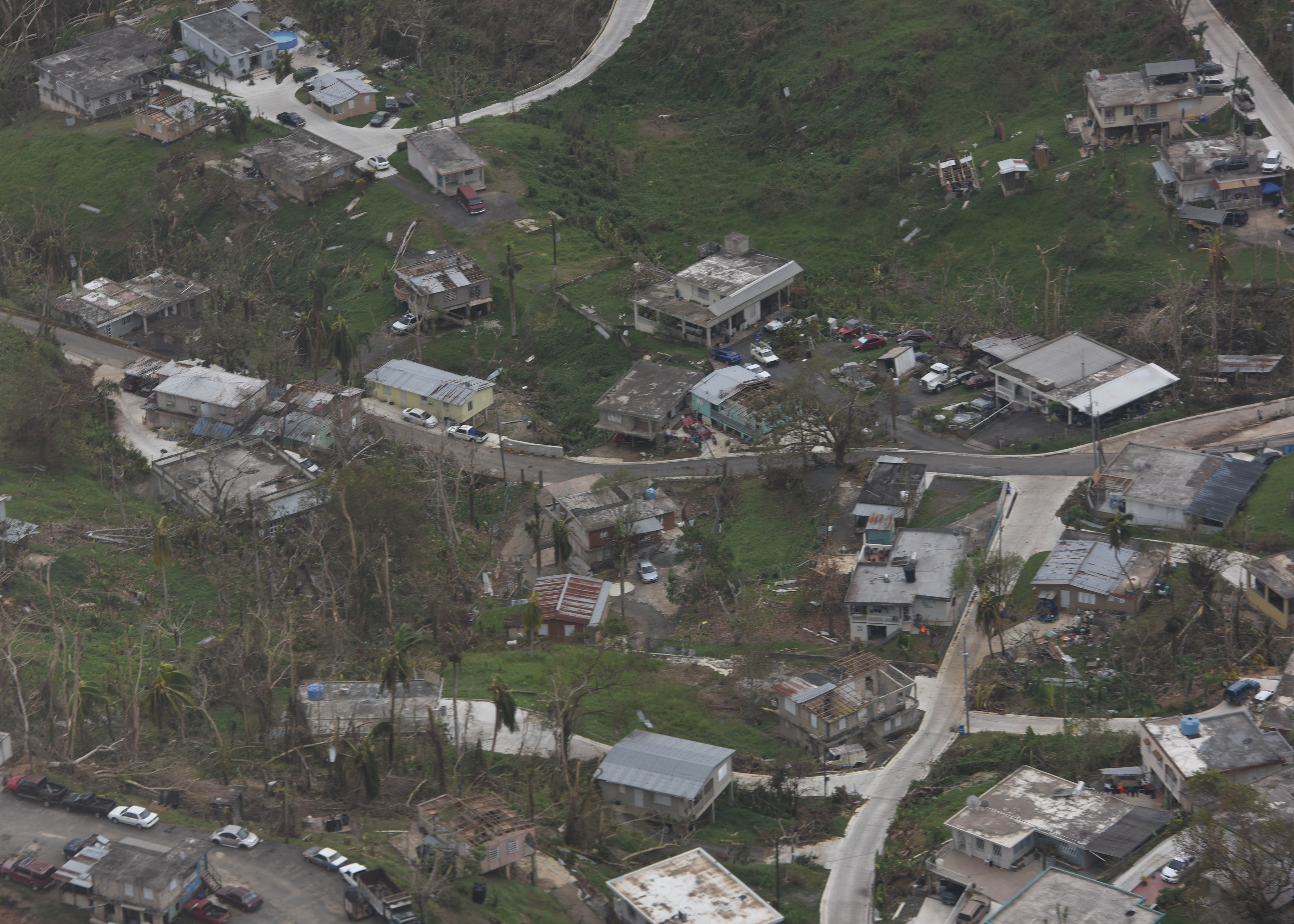
Dévastation à Porto Rico.

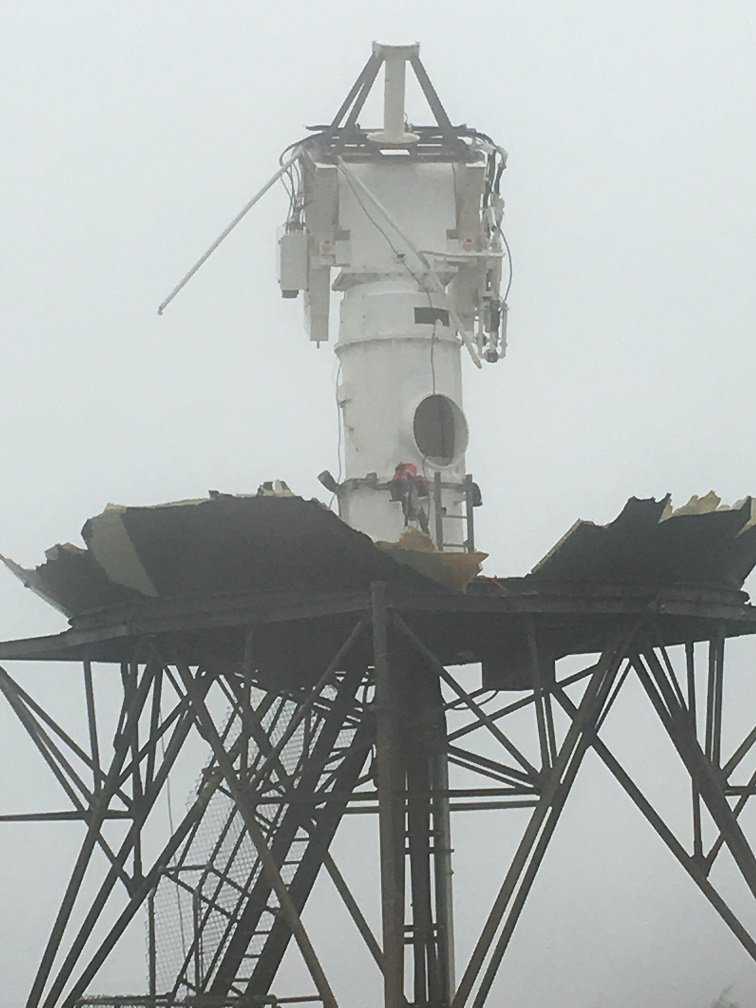
Radar NEXRAD détruit après le passage de Maria.

L'ouragan de catégorie 4 frappa Porto Rico le mercredi 20 septembre. Des rafales de 182 à 190 km/h furent signalées à Camp Santiago et dans le port de Yabucoa, près de l'endroit où l’œil toucha la côte. Des précipitations très fortes tombèrent sur toute l'île, atteignant 962,7 mm à Caguas. Les vents ont détruit un grand pourcentage des maisons et soufflé une très grande partie des autres toits dans l'île. L'île voisine de Vieques fut aussi dévastée et les communications furent largement perdues dans toute l'île.
Au 4 octobre, le nombre de morts à Porto Rico était de 34 mais le nombre final pourrait être significativement plus élevé car une grande partie de l'île n'était pas encore accessible,. Les pertes totales selon le gouverneur pourraient atteindre les 90 milliards de dollars et environ 80 % des récoltes du territoire furent perdues en raison de l'ouragan, avec des pertes estimées à 780 millions de dollars dans ce secteur seulement.
Se relevant à peine des effets d'Irma deux semaines plus tôt, qui avaient laissé 80 000 personnes sans électricité, la compagnie de production électrique de Porto Rico (PREPA) était déjà en faillite et à court de personnel pour réparer ses installations. De plus, l'infrastructure vieillissante à travers l'île rendait le réseau électrique très vulnérable aux tempêtes tropicales, l'âge médian des centrales de la PREPA étant de 44 ans, et décrite dans les journaux locaux comme mal entretenues. Le passage de Maria a complètement détruit ce qui restait du réseau électrique de l'île, laissant les 3,4 millions d'habitants sans électricité,,. Le gouverneur de Porto Rico, Ricardo Rosselló, a déclaré que les réparations prendraient des mois; le maire de San Juan, Carmen Yulín Cruz, estimant que certaines zones resteraient sans électricité de quatre à six mois,.
Les réseaux de communication furent paralysés dans toute l'île. Quatre-vingt-quinze pour cent du réseau sans fil fut touché dont la totalité dans 48 des 78 comtés de l'île. Quatre-vingts pour cent des câbles aériens de téléphone et d'Internet furent soufflés. Une seule station de radio, WAPA 680 AM, est restée en onde.
Le radar météorologique NEXRAD de Porto Rico est littéralement parti au vent. Le radôme qui couvre l'antenne radar, et qui devait supporter des vents de plus de 209 km/h, fut détruit et l'antenne de 9,1 m de diamètre fut soufflé du piédestal resté intact. Le radar est à 854 m au-dessus du niveau de la mer et l'anémomètre au site mesura des vents d'environ 233 km/h avant le bris des communications. Son remplacement prendra quelques mois. Les vents brisèrent aussi une antenne d'alimentation de 29 m au radiotélescope d'Arecibo, sa chute de 150 m perfora l'antenne réceptrice en dessous, ce qui réduisit considérablement sa capacité à fonctionner jusqu'à ce que des réparations puissent être effectuées,.
Les pluies entraînèrent une surcharge des barrages dont celui de Guajataca, affecté par des problèmes structuraux liés à une forte érosion, forçant des dizaines de milliers de personnes à évacuer en aval. L'onde de tempête sur la côte et la montée des eaux provenant de l'ouverture des vannes du barrage du lac La Plata convergèrent vers la ville de Toa Baja, piégeant des milliers de résidents. Les survivants indiquèrent que le niveau de l'eau monta à un rythme de 1,80 m) en 30 minutes, le niveau maximal atteignant 4,6 m dans certaines zones. Plus de 2 000 personnes furent secourues quand les militaires purent atteindre la ville 24 heures après l'ouragan. Au moins huit personnes sont mortes en raison de ces inondations, alors que beaucoup sont disparues.
Le navire de loisirs Ferrel, avec une famille de quatre personnes à bord, a émis un signal de détresse en luttant contre des vagues de 6 mètres et des vents de 185 km/h le 20 septembre avant que les communications avec le navire furent perdues près de Vieques. La Garde côtière des États-Unis, la Marine des États-Unis et la Marine royale britannique menèrent des opérations de recherche et de sauvetage en utilisant un avion Lockheed HC-130, un cotre rapide (USS Kearsarge), des hélicoptères et le navire RFA Mounts Bay. Le 21 septembre, la mère et ses deux enfants furent sauvés mais le père s'est noyé dans le navire chaviré.
En novembre 2017, un rapport paru à CNN donna un nouvel estimé du nombre de décès causé par Maria à Porto Rico. Celui-ci est alors établi à 499 réparti avec les chiffres provenant de 112 salon funéraires qui disent avoir traité des victimes de l'ouragan, mais ce rapport n'a rien d'officiel. Finalement, le 28 août 2018, le gouverneur de Porto Rico annonce un bilan officiel de 2 975 morts mais le nombre de morts pourrait officieusement s'élever à 4 665 selon certaines sources.

### Hispaniola
Des pluies torrentielles et des vents forts affectèrent la côte nord de la République dominicaine alors que Maria longeait cette côte. Au 22 septembre, il est estimé par les autorités que 110 maisons furent détruites, 570 endommagées et 3 723 touchées par des inondations. Environ 60 000 personnes ont perdu l'électricité. Les inondations et les glissements de terrain ont rendu les routes infranchissables, isolant 38 communautés. Cinq personnes, tous des hommes, furent tuées en République dominicaine dont quatre d'origine haïtienne qui furent balayées par les eaux en crue et se noyèrent. La cinquième victime est un Dominicain mort dans un glissement de terrain.
L'ouragan Maria est passé à 250 km de Haïti mais la partie nord a reçu beaucoup de pluie et subit de nombreuses inondations. Trois morts sont à signaler : un homme de 45 ans est mort noyé sur la commune de Limbé, dans le département du Nord, alors qu'il tentait de traverser une rivière en crue. Deux autres personnes, une femme et un homme, furent mortellement foudroyés à Cornillon, une petite localité à 40 kilomètres à l'est de la capitale Port-au-Prince, selon les autorités.

### Côte est des États-Unis
Les bandes de pluie externe de Maria ont brossé les Outer Banks de Caroline du Nord le 26 septembre alors que le centre de la tempête passait au large en s'affaiblissant. Les rafales de vent jusqu'à 64 km/h ont causé des pertes de courant électrique pour 800 clients de Duke Energy Progress dans la région de Havelock,. Dominion North Carolina Power et Cape Hatteras Electric Cooperative ont aussi connu des coupures de courant dispersées. Les vagues ont causé l'érosion des plages au terminal du traversier à l'extrémité nord de l'île d'Ocracoke et inondé le stationnement où les véhicules attendent d'embarquer dans le ferry. Au matin du 26 septembre, la tempête a inondé la route 12 de la Caroline du Nord le long de la côte.
Le courant d'arrachement créé par Maria a causé trois noyades et demandé le sauvetage plusieurs autres nageurs le long de la côte du New Jersey la fin de semaine du 23 au 24 septembre, et ce malgré l'interdiction de la baignade. Une quatrième noyade a eu lieu à Fernandina Beach, en Floride.

## Aide et répercussions

### Dominique
Le 19 septembre 2017, à la suite du passage de l'ouragan Maria, le premier ministre Roosevelt Skerrit déclare : « [les habitants de la Dominique] ont perdu tout ce qui pouvait être perdu ». Après la destruction de milliers de maisons, de la plupart des supermarchés et du système d'approvisionnement en eau, beaucoup de résidents de la Dominique avaient grand besoin de nourriture, d'eau et d'abris pendant des jours dans le sillage de Maria. Lors de l'Assemblée générale des Nations Unies du 23 septembre, le Premier ministre a réitéré que la situation en Dominique d'« une urgence humanitaire internationale ».
La Caribbean Catastrophe Risk Insurance Facility débloqua 19,2 millions $US pour la Dominique en fonds d'urgence. Le navire USS Wasp, précédemment déployé à Saint Martin pour aider les efforts de secours après l'ouragan Irma, est arrivé en Dominique le 22 septembre. Le navire a transporté deux hélicoptères Sikorsky SH-60 Seahawk pour aider à la distribution des fournitures de secours dans les zones difficiles à atteindre. Le navire de la Marine royale canadienne, le NCSM St. John's, fut envoyé à la Dominique à la demande du Premier ministre dominicain Skerrit,. La France envoya de l'aide a la Dominique depuis la Martinique et la Guadeloupe.

### Porto Rico

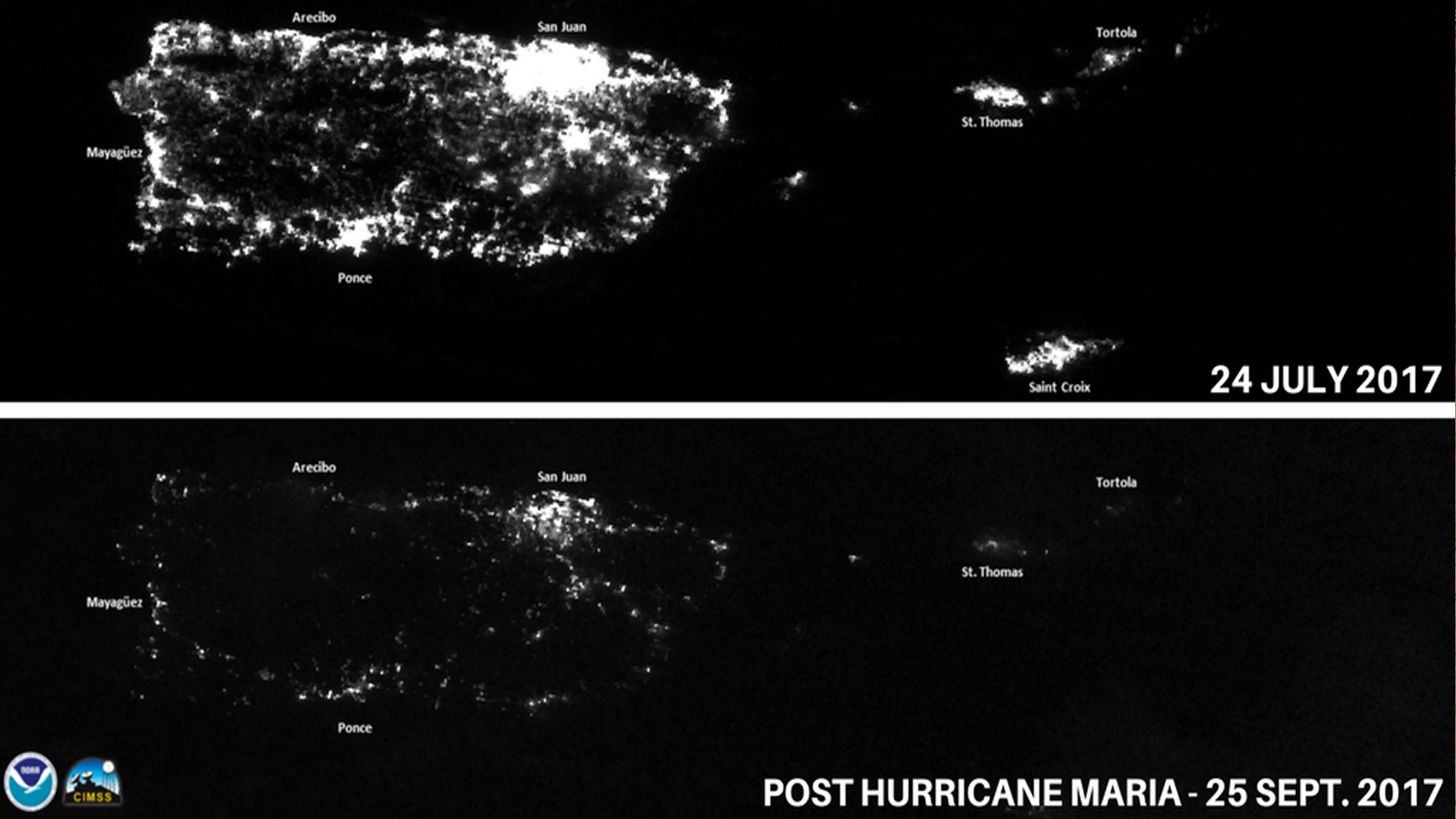
Comparaison de l'illumination nocturne de Porto Rico avant (en haut) et après (en bas) le passage de Maria.

En contraste marqué avec les secours initiaux pour l'ouragan Katrina et le séisme de 2010 en Haïti, l'aide sur le terrain le 20 septembre s'est organisée presque exclusivement avec les employés du gouvernement portoricain. Le gouvernement du territoire a ainsi dû contraindre 56 petites entreprises à aider à restaurer l'électricité. L'ensemble de Porto Rico fut déclaré une zone de catastrophe par le gouvernement fédéral des États-Unis peu de temps après l'ouragan. Huit équipes de recherche et de sauvetage urbaines de la FEMA furent ensuite déployées pour aider aux efforts de sauvetage.
L'agence FEMA a prévu d'ouvrir un pont aérien avec trois à quatre avions transportant des fournitures essentielles à l'île tous les jours à partir du 22 septembre. Un trafic commercial limité a repris l'aéroport international Luis-Muñoz-Marín le 22 septembre dans des conditions rudimentaires. À partir du 26 septembre, ce sont une douzaine de vols commerciaux par jour qui ont pu atterrir.
Le 24 septembre, le navire d'assaut amphibie USS Kearsarge et le navire de transport de chaland de débarquement USS Oak Hill, sous le commandement du contre-amiral Jeffrey W. Hughes et avec 2 400 Marines à bord, sont arrivés à Porto Rico et aux îles Vierges des États-Unis pour aider les populations,,,. En même temps, il y avait 13 navires de la Garde côtière des États-Unis déployés autour de Porto Rico et des îles Vierges pour participer aux efforts.
L'aide fédérale est arrivée le 25 septembre avec la réouverture des principaux ports. Onze navires de charge transportant collectivement 1,3 million de litres d'eau, 23 000 lits et des dizaines de générateurs sont arrivés. Les opérations complètes aux ports de Guayanilla, Salinas et Tallaboa ont repris le 25 septembre, tandis que les ports de San Juan, Fajardo, Culebra, Guayama et Vieques avaient des opérations limitées. Le Commandement de la mobilité aérienne des forces aériennes des États-Unis a assigné huit avions C-17 Globemaster au transport des fournitures de secours. L'armée de l'air a aidé la Federal Aviation Administration à réparer le contrôle de la circulation aérienne pour accroître sa capacité de transport.
Le Commandement des transports des États-Unis transféra du personnel supplémentaire et huit hélicoptères UH-60 Black Hawk de Fort Campbell, Kentucky, à l'aéroport international Luis Muñoz Marín pour augmenter la capacité de distribution. Le Corps du génie de l'armée des États-Unis déploya 670 personnes pour l'évaluation et la restauration du réseau électrique. À partir du 25 septembre, 83 générateurs furent installés et 186 générateurs supplémentaires étaient en route. Au 26 septembre, 95 % de l'île était toujours sans électricité, moins de la moitié de la population avait de l'eau potable et 95 % de l'île n'avait pas de service de téléphonie cellulaire.
Le 26 septembre, le navire de l'hôpital USNS Comfort commença ses préparatifs pour le déploiement et devait prendre une semaine pour arriver à Porto Rico,. Au 26 septembre, les agences du gouvernement américain ont livré 4 millions de repas, 6 millions de litres d'eau, 70 000 bâches et 15 000 rouleaux de toiture. Des troupes de la Garde nationale furent activées et déployées à Porto Rico depuis le Connecticut, la Géorgie, l'Iowa, l'Illinois, le Kentucky, le Missouri, New York, le Rhode Island et le Wisconsin.

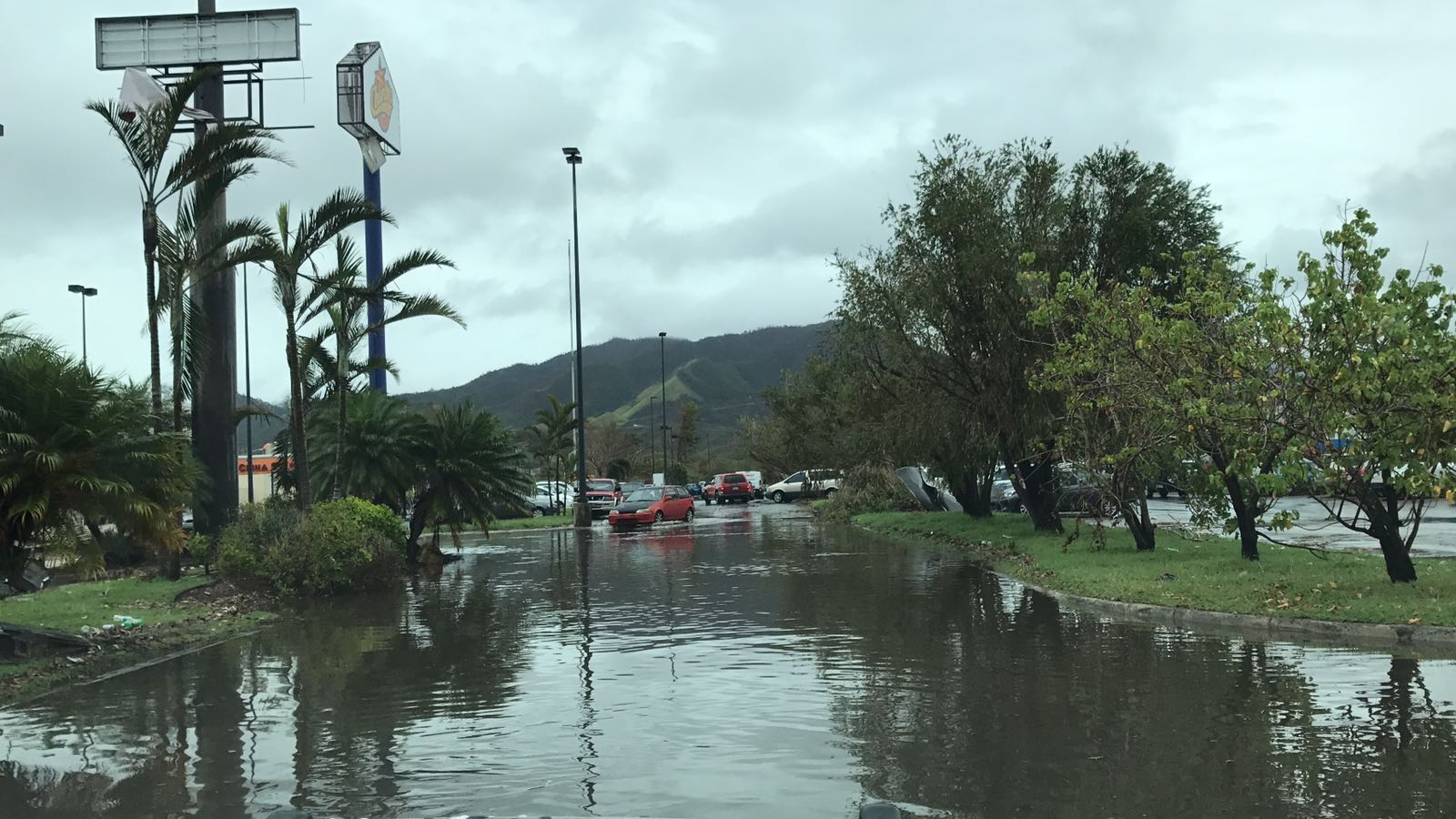
L'eau stagnante à Ponce (Porto Rico) plus d'une semaine après le passage de Maria pose un risque pour la santé.

Le 27 septembre, le Pentagone a commencé à envoyer des aéronefs, des unités spécialisées et le navire hospitalier pour aider les efforts de secours. Le général de brigade Richard C. Kim, commandant général adjoint de l'armée des États-Unis, fut chargé de coordonner les opérations entre l'Armée, de la FEMA, d'autres organismes gouvernementaux et du secteur privé. Des quantités massives d'eau, de nourriture et de carburant furent ainsi livrées aux ports de Porto Rico ou sont détenues dans les ports du continent américain, mais un manque de camionneurs ne permettait pas de les livrer aux sinistrées. En effet, les réseaux de communication et routiers étant entravé, seulement 20 % des conducteurs ont pu se rapporter, étant des sinistrés eux-mêmes. Au 28 septembre, le port de San Juan n'avait pu livrer que 4 % des livraisons reçues et pouvait donc difficilement accepter des expéditions supplémentaires.
Au 28 septembre, 44 % de la population restait sans eau potable et l'armée américaine passa d'une stratégie de distribution par la côte à une livraison terrestre, aéroportée si nécessaire. La livraison du carburant devint également priorité absolue pour alimenter des génératrices électriques et le transport. Le 29 septembre, le navire d'assaut amphibie USS Wasp, qui avait fourni des secours à l'île de la Dominique, fut détourné vers Porto Rico Au 30 septembre, un officiel déclara que 5 % de l'électricité, 33 % des infrastructures de télécommunications et 50 % des services d'eau étaient restaurés dans l'île. Au 1er octobre les problèmes pénurie de carburant et de distribution persistaient avec seulement 720 des 1 100 stations d'essence ouvertes par manque de carburant et/ou d'électricité.
Avec les centrales électriques thermiques et les infrastructures du réseau hors service pendant des semaines, des projets d'énergie renouvelable furent mis en place, y compris l'envoi de centaines de systèmes de batteries Tesla utilisés avec des panneaux solaires et des projets de micro-réseaux de panneaux solaires de la compagnie Sonnen dans 15 centres communautaires d'urgence, le premier devant enter en fonction en octobre,.

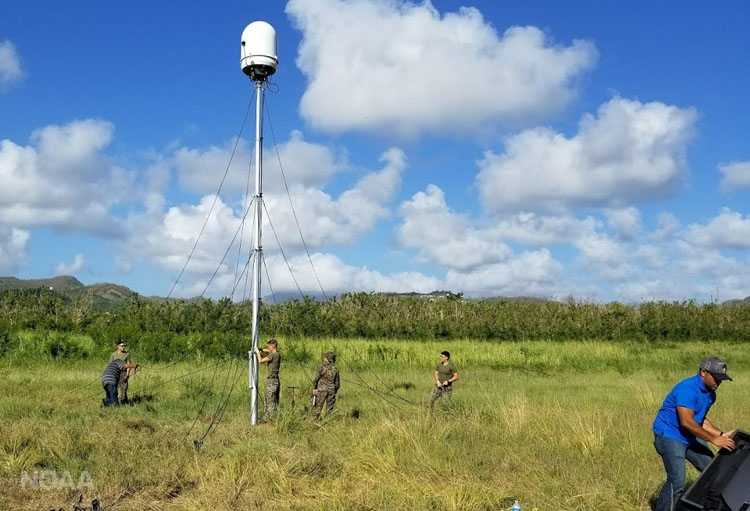
Radar temporaire pour remplacer les radars aériens et météorologiques affectés par Maria.

À cause des dommages causés par Maria, le Centre d'études portoricaines du Hunter College de New York estima en novembre 2017 que près d'un demi-million de Portoricains quitteraient l'île entre 2017 et 2019, soit 14 % de la population, pour aller trouver de meilleures conditions aux États-Unis. Ce nombre s'ajoutant aux migrants qui chaque année font ce trajet à cause des difficultés financières de l'île.
La NOAA et le département de la Défense ont fait équipe avec la FEMA pour déployer temporairement deux unités radar du Corps des Marines américains sur l'île le 21 octobre 2017 pendant que les radars à l'aviation de la FAA étaient réparés et que le radar météorologique était reconstruit. Ces radars de bande X (longueur d'onde de 3 centimètres) à courte portée sont arrivés à San Juan à bord d'un avion C-130 militaire. Après une brève phase d'installation et de test, une unité fut gardée à l'ex-base navale de Roosevelt Roads et l'autre déployée à Aguadilla, fournissant ainsi une couverture radar pour les parties est et ouest de l'île.
Le 27 mars 2018, l'équipe de baseball des Dodgers de Los Angeles a fait un don de deux millions de dollars américains pour la reconstruction de Porto Rico à l'organisme Habitat pour l'humanité de ce pays. Le don était particulièrement pour les villes de Humacao, Santa Isabel, Ponce, Patillas, Arroyo et Guayama, et fut initié par le joueur des Dodgers Kike Hernandez avec les 225 000 $ amassés avec sa fiancée lors de différentes collectes de fonds.

### Critique de la réaction du gouvernement américain à Porto Rico
Au lendemain de Maria, le département de la Sécurité intérieure des États-Unis (DHS) n'a pas suspendu la loi Jones qui spécifie que les échanges entre États ou territoires américains doit être fait par des navires non enregistrés aux États-Unis, contrairement à ce qui était arrivé lors des ouragans Harvey et Irma qui ont affecté le Texas et la Floride, respectivement. Un porte-parole de la Sécurité DHS a déclaré qu'il y aurait suffisamment de navires disponibles pour apporter les secours à Porto Rico mais finalement la loi être suspendu pour dix jours le 28 septembre à la suite d'une demande officielle du gouverneur Rosselló devant le manque de trafic maritime apportant l'aide,.
Le maire de San Juan, Carmen Yulín Cruz, a qualifié la catastrophe d'une « crise humanitaire terrifiante » et plaidé pour que les efforts de secours soient augmentés dès le 26 septembre. La Maison-Blanche a contesté les allégations selon lesquelles l'administration ne répondait pas efficacement. Le général Joseph L. Lengyel, chef du Bureau de la garde nationale, a défendu la réponse de l'administration Trump et a réitéré que les efforts de secours étaient entravés par Porto Rico étant une île plutôt que sur le continent. Le président Donald Trump a répondu aux accusations selon lesquelles il ne se souciait pas de Porto Rico par « Porto Rico est très important pour moi, et Puerto Rico - les gens sont des gens fantastiques. J'ai grandi à New York, donc je connais beaucoup de gens de Porto Rico ».
Frustré par la « réponse lente et insuffisante du gouvernement fédéral », le groupe de secours Oxfam a annoncé le 2 octobre qu'il prévoyait s'impliquer dans l'effort d'aide humanitaire, en envoyant une équipe pour évaluer une réponse ciblée et efficace et soutenir les efforts sur le terrain de ses partenaires locaux.
Le 3 octobre 2017, le président Trump s'est rendu à Porto Rico. Il minimise les dommages causés par l'ouragan Maria en comparant le nombre de morts à celui de l'ouragan Katrina (1800). Les propos de Trump ont été largement critiqués pour avoir impliqué que l'ouragan Maria n'était pas une « véritable catastrophe ». Trump a ensuite distribué des rouleaux de serviettes en papier à une foule assemblée dans un abri de secours et a dit aux habitants de l'île dévastée « Je déteste devoir vous dire ça, mais vous avez mis notre budget un peu hors de contrôle parce que nous avons dépensé beaucoup d'argent à Porto Rico. Et c'est correct, nous avons sauvé beaucoup de vies ».

### Îles Vierges des États-Unis
Au 25 septembre 2017, la Garde côtière américaine rapportait que les ports de Crown Bay, East Gregerie Channel, West Gregerie Channel et Redhook Bay sur Saint-Thomas; les ports de Krause Lagoon, Limetree Bay et Frederiksted sur Sainte-Croix, et le port de Cruz Bay sur Saint-John étaient ouverts avec restrictions. Onze vols étaient déjà arrivés avec 200 000 repas, 144 000 litres d'eau et des bâches. Des troupes des Gardes nationaux de Virginie, de Virginie-Occidentale et du Missouri, ainsi que des hélicoptères Sikorsky UH-60 Black Hawk de la garde nationale du Tennessee furent déployées dans les îles Vierges américaines.